# Dactyloceras
Dactyloceras este un gen de molii din familia brahmeidelor.

## Specii
- Subgenul Shinocksiceras Bouyer, 2002
  - Dactyloceras barnsi Joicey & Talbot, 1924
  - Dactyloceras bramarbas Karsch, 1895
  - Dactyloceras canui Bouyer, 2002
  - Dactyloceras catenigera Karsch, 1895
  - Dactyloceras ducarmei Bouyer, 2002
  - Dactyloceras karinae Bouyer, 2002
  - Dactyloceras maculata Conte, 1911
  - Dactyloceras murphyi Bouyer, 2012
  - Dactyloceras neumayeri Pagenstecher, 1885
  - Dactyloceras noellae Bouyer, 2006
  - Dactyloceras ocelligera Butler, 1889
  - Dactyloceras ostentator Hering, 1927
  - Dactyloceras richinii Berio, 1940
  - Dactyloceras swanzii (Butler, 1871)
  - Dactyloceras tridentata (Conte, 1911)
  - Dactyloceras vingerhoedti Bouyer, 2005
  - Dactyloceras widenmanni Karsch, 1895
- Subgenul Dactyloceras
  - Dactyloceras lucina (Drury, 1782)
  - Dactyloceras nebulosum Brosch, Naumann & Meister, 2002